# Santuario de la Virgen de la Loma

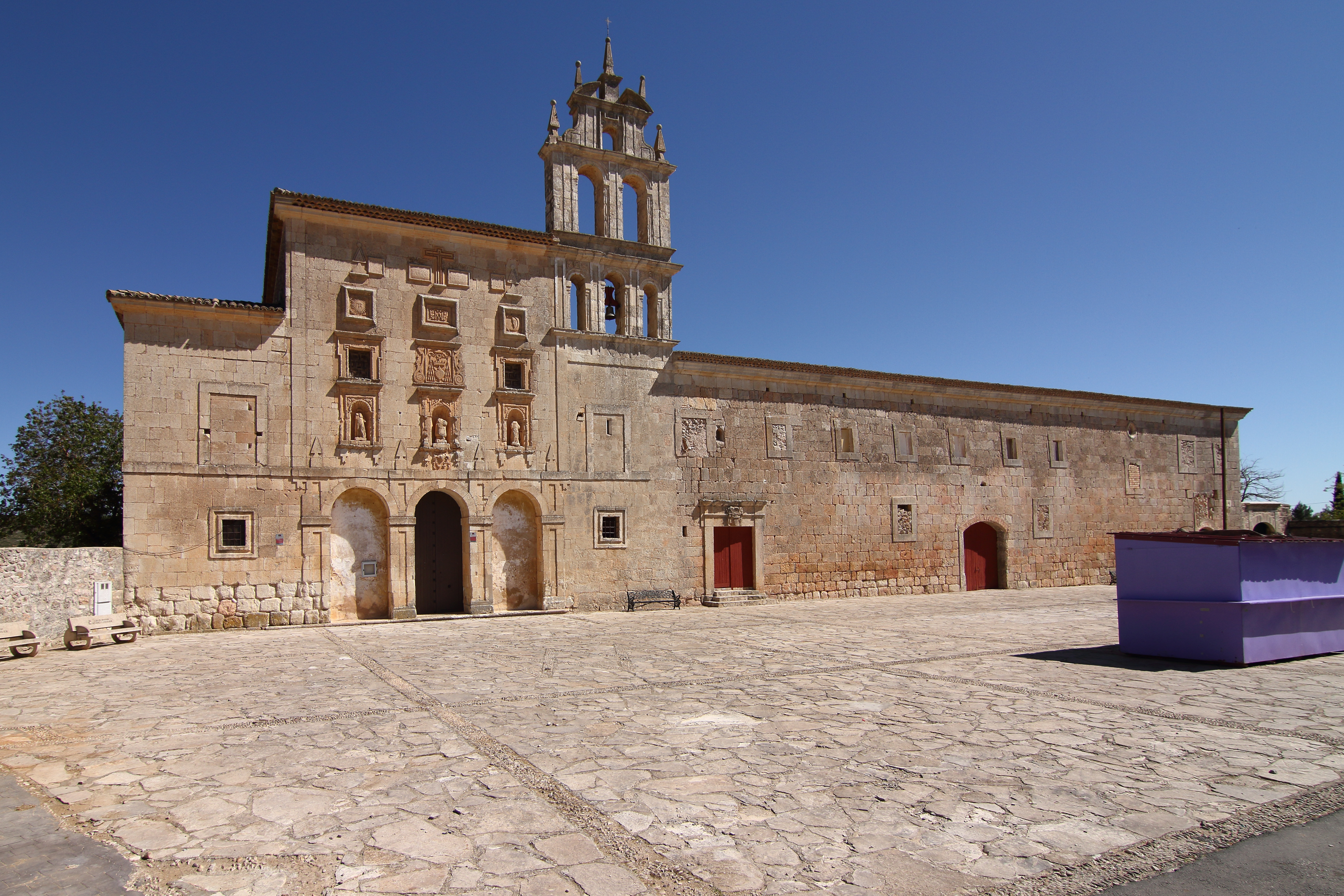
Santuario de la Virgen de la Loma

El santuario de la Virgen de la Loma situado en el término municipal de Campillo de Altobuey (provincia de Cuenca, España) es un conjunto que consta de templo, cuerpo conventual y huerta, que empezó su andadura como hospicio de caminantes peregrinos y pobres, a caballo entre los siglos XVII y XVIII.
Se construyó al haber aparecido en el paraje la imagen de la Virgen de la Loma, patrona de Campillo de Altobuey.

## Descripción

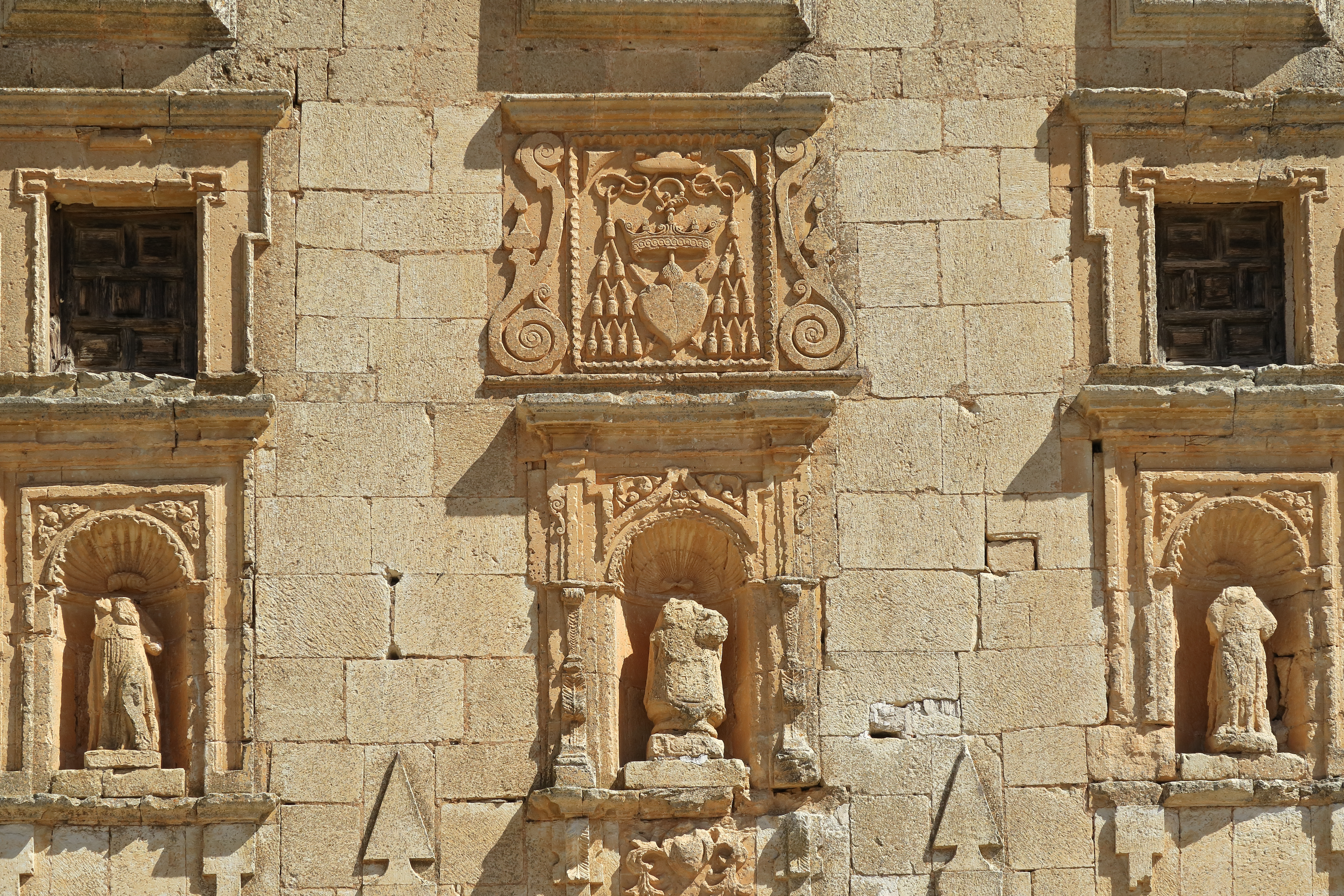
Detalle de la fachada

### Convento
Los restos del convento se encuentran en un cuadrado de 43 metros de lado.
Cuenta con una fachada austera de sillares. En el centro del dintel de la puerta izquierda se encuentra un escudo, en medio relieve, con el corazón agustino. En el piso bajo se abren, a continuación, tres vanos rectangulares; por encima corre un primer y único piso, donde se abren diez vanos rectangulares y un óculo pequeño. Como coronamiento presenta una cornisa que discurre por toda la fachada, en moldura de cuña reversa.
En el interior, en el centro de lo que ahora es plaza de toros y antes patio claustral, se abre un pozo.

### Iglesia
Por el norte, el convento se adosa a la iglesia, de estilo barroco y una sola nave que se cierra con bóveda de arista, y cubierta a dos aguas.
La bóveda de arcos formeros divide la nave en cinco tramos; el ábside, o sexto tramo, es rectangular, y en él se abren dos puertas de cuarterones que dan: La del lado del evangelio, a la subida del camarín, y la del lado de la epístola, a la antesacristía y la sacristía.
Las capillas del lado de la epístola se comunican entre sí por unas aperturas recientes; realizadas para paliar los efectos que produce, sobre las paredes de la iglesia, la humedad que proviene de la plaza de toros. Las capillas laterales tienen bóvedas de arista, y se abren a la nave mediante arcos de medio punto, sobre los que discurre un piso de tribunas con celosía, a modo de balconcillos, que dan a la nave, al crucero y al presbiterio.
En el atrio de entrada encontramos dos pequeñas dependencias auxiliares, un cancel de cuarterones y dos vanos rectangulares, con rejas, que permiten la contemplación de la iglesia sin pasar al interior.
En la intersección del crucero y la nave, sobre los arcos torales, se levanta una hermosa cúpula semiesférica apoyada sobre pechinas. Dispone de anillo cupular, protegido por barrotes torneados, y define un espacio circular al interior y octogonal al exterior, con cubierta a ocho aguas, que se remata con un pináculo de bola. En cada lado del octógono, se abre un vano rectangular; algunos de estos vanos se hallan cegados, para soportar mejor el peso de la cúpula.
La sacristía, que hoy día se comunica con el camarín, está recorrida por una pequeña cornisa.
El imafronte está terminado en línea recta y sin hastial. Se alza al oeste, y presenta tres cuerpos: El central, más elevado que los otros dos, coincide en altura con la cubierta de la nave; los dos de los lados se sitúan en piso más abajo, y coinciden en altura con el tránsito de las tribunas.
Sobre el cuerpo de la derecha (sur o epístola), se sitúa el campanario, de tres vanos, que guarda línea con el cuerpo central, y sobre él se localiza una curiosa espadaña de dos pisos: El primero, con dos vanos anchos, de medio punto, se remata con una cornisa, y dos pináculos de bola en los extremos, y el segundo, de un solo vano, se enmarca con dos pesadas volutas, y se remata con una cornisa, un frontecillo curvo partido y, en el hueco que deja la partición, un cubo peana para un pináculo de bola con una cruz en la punta.
En el exterior del templo, el único acceso se produce desde la fachada. Esta es de sillería («opus quadratum») con tres vanos elevados, de medio punto, de los que los dos laterales permanecen cegados.
El resto de los parámetros exteriores se conforman con «opus caementicium », con aristas, marcos de ventanas y primeras líneas bajo el tejado ejecutados con sillar bien dispuesto.
La fachada tiene cuatro pisos. En el primero se abren tres hornacinas aveneradas, con esculturas de bulto redondo, enmarcadas con doble moldura rectangular; la hornacina central cuenta además, en su parte inferior, con una repisa y un relieve vegetal, y, en los laterales, con columnillas de capiteles decoradas. En el segundo piso son de reseñar: En la calle central, un relieve del escudo agustiniano, decorado con unas sinuosas voluntas, y, en las calles laterales, ventanas abiertas al coro de la iglesia, que se enmarcan con molduras rectangurales quebradas. En el tercer piso, la calle central presenta un relieve del anagrama mariano, a la izquierda, otro con un sol y, a la derecha, otro más con una luna creciente. Y coronando la fachada, en el cuarto piso, se dispone en el centro una cruz latina, y en los laterales sendos pináculos de bolas esculpidas.

### Huerta
La huerta se encuentra protegida por una tapia, que envuelve a la iglesia y al convento, y se une a ellos en la fachada. Se accede desde la fachada por una puerta amplia, con jambas de sillería.

## Fuente
- Este artículo incluye contenido derivado de una disposición relativa al proceso de protección, incoación o declaración de un bien cultural o natural publicada en el BOE n.º 63 el 15 de marzo de 1999 (texto), el cual está libre de restricciones conocidas en virtud del derecho de autor de conformidad con lo dispuesto en el artículo 13 de la Ley de Propiedad Intelectual española.

- Datos: Q6121592
- Multimedia: Santuario de la Virgen de la Loma / Q6121592